# Jungle no Ouja Taa-chan
Jungle no Ouja Taa-chan (яп. ジャングルの王者ターちゃん Дзянгуру но О:дзя Та:-тян) — японская комедийная манга, автором и иллюстратором которой является Масая Токухиро. Публиковалась издательством Shueisha в журнале Weekly Shōnen Jump с 1988 по 1990 год. Всего выпущено 7 томов манги. Вторая часть под названием New Jungle King Tar-chan (яп. 新ジャングルの王者ターちゃん Син Дзяндуру но О:дзя Та:-тян) выпускалась с 1990 по 1995 года, всего выпущено 20 томов, манга также публиковалась на территории Тайбаня компанией Ever Glory Publishing Co., Ltd.. По мотивам манги студией Group TAC был выпущен одноимённый аниме-сериал, который транслировался по телеканалу TV Tokyo с 14 октября 1993 года по 29 сентября 1994 года. Сериал также транслировался на территории Тайваня. По мотивам манги были также выпущены 2 видео-игры: первая одноимённая игра была выпущена компанией Bandai для игровой приставки Game Boy 29 июля 1994 года. Вторая игра под названием Jungle no Ōja Tar-chan: Sekai Manyū Dai Kakutō no Makib была выпущена для Super Famicom 18 сентября 1994 года.

## История создания
Прототипом для манги стала работа Масаи Токухиро — Tar-san. Изначально манга задумывалась, как пародия на книгу о приключениях Тарзана, а каждая глава манги представляла собой отдельный сюжет. Во втором сезоне манги, автор делает значительный уклон на боевик, однако не отказывается от изначально задумки произведения, как пародии. Также несмотря на то, что в названии манги есть слово Джунгли, основным местом действия становится саванна.

## Сюжет
Сюжет повествует о «Малыше Таре» (аллюзия на Тарзана), который вместе с Джейн и друзьями-животными стремится защитить родную саванну, часто это проводит к непредсказуемым последствиям.

## Список персонажей
Малыш Тар (яп. ターちゃん Та:-тян)
Сэйю: Горо Киситани
Главный герой истории. Молодой человек, выросший в африканской саванне. Его — брошенным младенцем нашёл ещё Этэкити в вырастил. Может понимать язык животных и защищает их от браконьеров. Обладает сверх-человеческой силой и сверхбыстрой регенерацией, хотя боится свою жену Джейн, которая заставляет Тара готовить и убираться. Когда встретился впервые с Джейн, плохо говорил на языке людей, однако со временем демонстрирует умственные способности. Несмотря на свои способности, действует всегда безрассудно, что приводит к смешным или неприятным последствиям.
Джейн (яп. ヂェーン Дзэн)
Сэйю: Мики Нарахаси
Молодая девушка, которая в 17 лет поехала в Африку, чтобы фотографировать диких животных. Там она случайно познакомилась с Таром и влюбилась в него и позже вышла замуж. Очень властная девушка, склонна избивать Тара, если тот не слушается её. Знает множество языков, и язык шимпанзе. При любой удобной ситуации стремится заработать деньги. Позже Джейн сильно поправляется и перестаёт быть привлекательной, она также рожает Тару 6 сыновей и 6 дочерей.
Этэкити (яп. エテ吉)
Сэйю: Каппэй Ямагути
Шимпанзе, который нашёл маленького Тара и вырастил его, как своего ребёнка. Думает более рассудительно нежели Тар, и выступает посредником в важных проблемах, в то же время озабоченный и постоянно пристаёт к самкам обезьян.
Мистер Гори (яп. ゴリさん Гори-сан)
Горилла, который научил Тара драться, хотя сам очень добродушен. Не умеет говорить.
Ананэбэ (яп. アナベベ)
Сэйю: Кодзи Исии
Лучший друг Тара, чёрный туземец и сильнейший воин клана Упопо и единственный, кто может потягаться по силе с Таром. Сначала боролся с Таром за внимание Джейн, но отказался от этой затеи, после того, как она потолстела. После победы в спортивном турнире становится богатым и строит себе особняк, однако впоследствии снова разоряется и возвращается в родное племя.
Педро Казмайер (яп. ペドロ・カズマイヤー Пэдоро Кадзумайя)
Сэйю: Нобуюки Хияма
Прибыл из Франции, чемпион по Каратэ, изначально намеревался победить Тара, чтобы доказать, что является сильнейшим человеком в мире, но после поражения становится учеником у Тара, и начинает его уважать.